# Locative Media
| QS-Informatik | Dieser Artikel wurde wegen inhaltlicher Mängel auf der Qualitätssicherungsseite der Redaktion Informatik eingetragen. Dies geschieht, um die Qualität der Artikel aus dem Themengebiet Informatik auf ein akzeptables Niveau zu bringen. Hilf mit, die inhaltlichen Mängel dieses Artikels zu beseitigen, und beteilige dich an der Diskussion! (+) Begründung: Verwaiste Seite. Ausbauen und in den Kontext zu standortbezogenen Diensten und erweiterter Realität setzen. --Trac3R 13:58, 25. Jan. 2012 (CET) |

Locative Media bzw. Lokative Medien ist ein Oberbegriff für Digitale Medien mit Bezug zum realen Standort unter Zuhilfenahme von Technologien zur Ortsbestimmung (z. B. Global Positioning System) und mobilen Geräten wie Mobiltelefon, Laptop oder Smartphones.
Der Begriff wurde von Karlis Kalnins geprägt. Locative Media steht in direktem Bezug zu Augmented Reality/AR (Überlagerung des Sichtfelds mit computergenerierten Grafiken) und Pervasive Computing (Die Durchdringung des Alltags mit Computern). Während AR technische Lösungen liefert und Pervasive Computing an der Einbettung von Computern interessiert ist, konzentriert sich Locative Media auf soziale Interaktionen mit Orten und entsprechenden technischen Geräten.
Ein Beispiel aus der Science-Fiction-Literatur bietet William Gibsons Spooky Country (dt. Quellcode) aus dem Jahr 2007. Das Konzept der lokativen Medien ist hier ein Hauptthema.